# Lago d'Antorno
Il lago d'Antorno (talvolta anche lago Antorno) è un piccolo lago situato circa 2 km a nord del più celebre lago di Misurina, poco a lato della strada a pedaggio che sale da Misurina verso il rifugio Auronzo e le Tre Cime di Lavaredo.
Sulla sponda occidentale sorge l'omonimo chalet; durante i mesi estivi è possibile praticare la pesca sportiva. Nelle vicinanze del lago passano molti percorsi escursionistici verso le montagne circostanti, in particolare il Sorapiss, il monte Piana, la catena dei Cadini di Misurina oltre alle già citate Tre Cime.